# غوستافو غوميز كوردوبا
غوستافو غوميز كوردوبا (بالإسبانية: Gustavo Gómez Córdoba)‏ هو صحفي كولومبي، ولد في 1967 في ميديلين في كولومبيا.